# Neptun (Schiff, 1865)
Der Glattdeckdampfer Neptun war ein Schaufelraddampfer, der auf dem Bodensee und dem Hochrhein verkehrte.

## Geschichte
Nach der Übernahme der Schweizerischen Dampfboot-Aktiengesellschaft durch die Schweizerische Nordostbahn wurde der Schiffsverkehr zwischen Schaffhausen und Konstanz 1863 wegen der neuen Bahnstrecke Waldshut–Konstanz eingestellt. Proteste der Uferbevölkerung führten 1864 zur Gründung der Schweizerische Dampfbootgesellschaft. Sie liess von Escher, Wyss & Cie. zwei baugleiche Glattdeckdampfer, die Rheinfall und die Arenaburg, bauen, die 1865 in Dienst gestellt wurden.
Die Schiffe verkehrten auf der Strecke zwischen Schaffhausen und Konstanz, wobei Schaffhausen der Heimathafen war. Auf der Fahrt zwischen Schaffhausen und Konstanz musste dreimal der Kamin umgelegt werden, nämlich bei der Durchfahrt unter der Rheinbrücke Diessenhofen, der Rheinbrücke Stein am Rhein und der Rheinbrücke Konstanz.

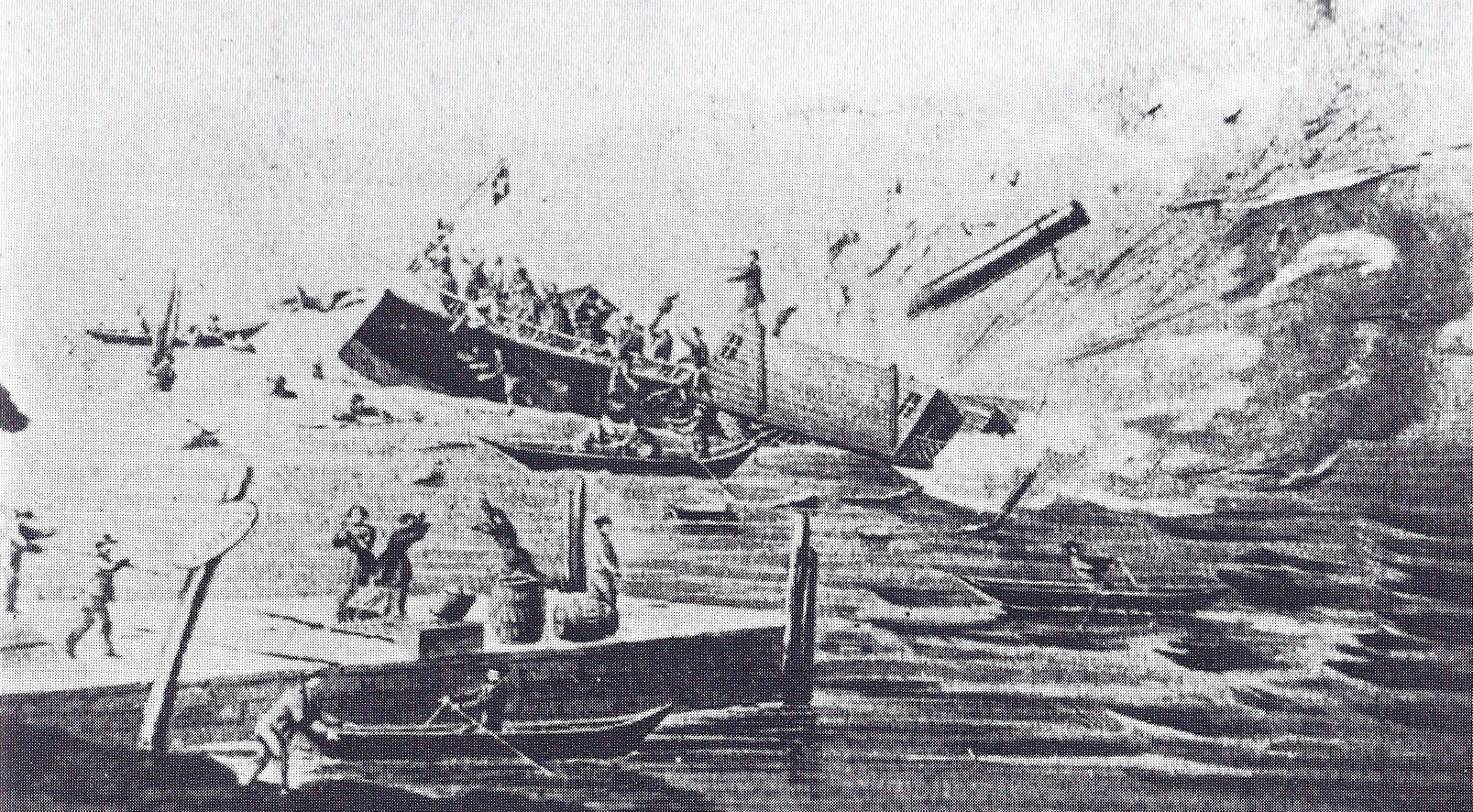
Nach einer Kesselexplosion vor Berlingen sank der Glattdecker Rheinfall.

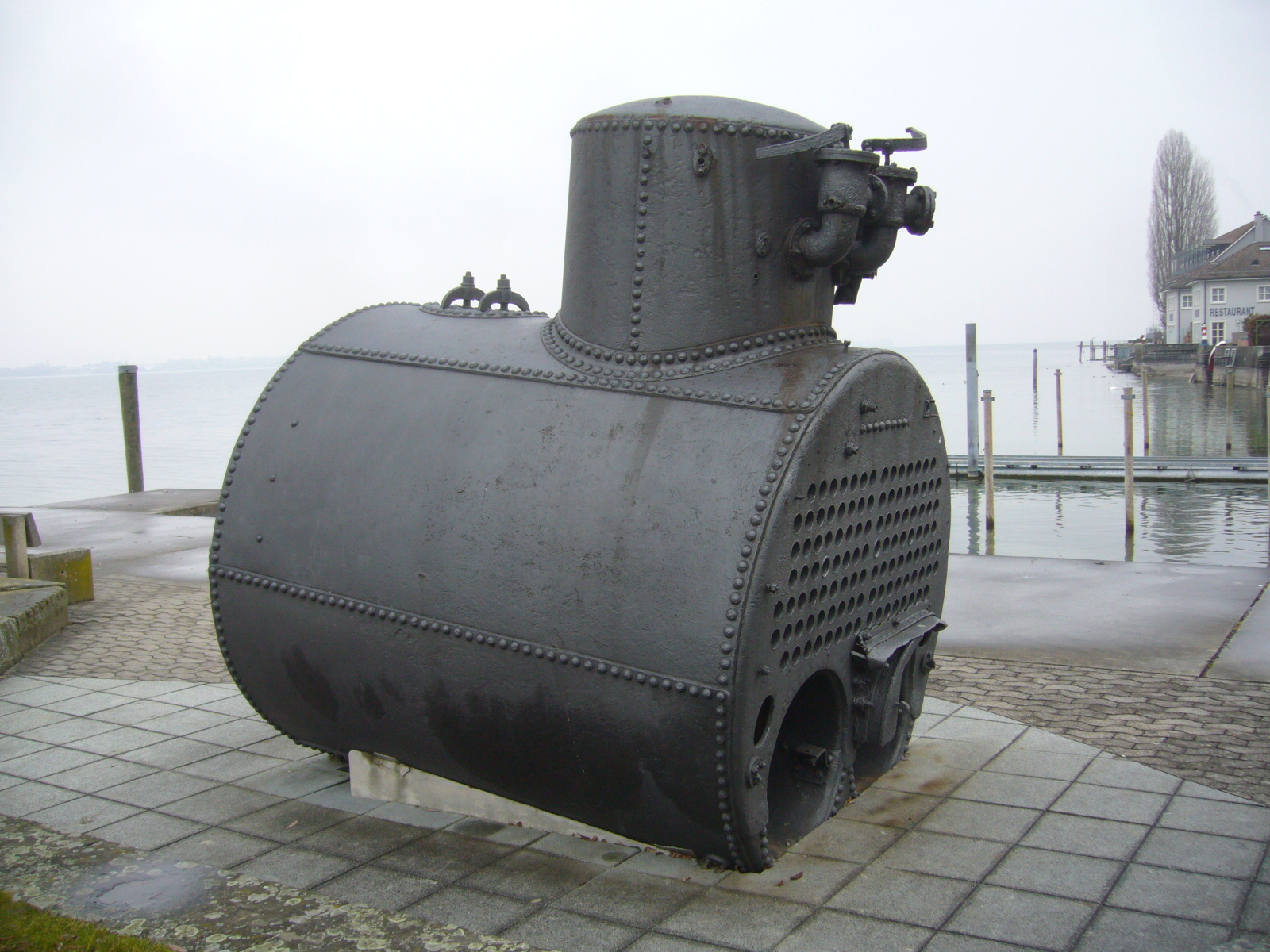
Dampfkessel der Rheinfall beim Schiffsteg Berlingen

Am 20. Dezember 1869 kam es bei der Wegfahrt von Berlingen nahe der Anlegestelle auf dem Schiff zu einer Kesselexplosion, bei der sieben Personen sowie mehrere Rinder getötet und weitere verletzt wurden. Das Schiff sank sofort. Als Unfallursache wurde ein Versagen der Kesselwasserpumpe vermutet. Der Kessel wurde 1995 geborgen und steht als Denkmal an der Schiffsanlegestelle. Der Unfall wurde 1935 auf dem Gemälde „Schiffsuntergang vor Berlingen“ des Malers Adolf Dietrich als Szene nachgestellt. Noch heute hängt an der Anlegestelle Berlingen die Schiffsglocke der Rheinfall zur Erinnerung.
Zwei Jahre später, 1871, wurde das gesunkene Schiff gehoben, repariert und unter dem neuen Namen Neptun wieder in Dienst gestellt. 1922 sank es ein weiteres Mal bei Reparaturarbeiten in der Werft in Langwiesen, wurde aber erneut gehoben und weiter betrieben, bis es schliesslich 1939 verschrottet wurde.